# Nancy Delvaux
Pour les articles homonymes, voir Delvaux.
Nancy Delvaux, née le 26 avril 1970 à Rocourt (province de Liège), est une illustratrice et autrice de bande dessinée belge francophone.

## Biographie
Nancy Delvaux naît le 26 avril 1970 à Rocourt.
Elle suit les cours de l'École supérieure des arts Saint-Luc de Liège. Elle obtient le diplôme de graduat en arts plastiques. Après ses études, elle se lance comme illustratrice d'albums pour la jeunesse des séries comme Camille aux éditions Hemma qui compte 40 volumes ou comme Les Autres et moi (6 tomes) aux éditions Lipokili. Elle travaille pour diverses maisons d'éditions telles que les éditions Fleurus presse, Disney, Hachette, Milan, Averbode, Auzou. Elle avoue que sa technique est un mélange d’aquarelle, de crayons, d’acrylique où vient parfois s'ajouter le collage.
En 2021, elle se fait dessinatrice et coloriste de la série de bande dessinée jeunesse Jo et moi scénarisée par sa fille Léa Delvaux. Elle publie le premier tome Ça commence aux Éditions Paquet en 2021. L'ouvrage fait partie de la sélection officielle du Festival d'Angoulême 2022 pour le prix des écoles - Ville d'Angoulême. Une bande dessinée qui traite de l’écologie à travers le regard d’un enfant,. Elle publie le second tome Ça continue l'année suivante chez le même éditeur.
En 2023, elle s'associe au scénariste français Benou pour lancer une série fantastique Léo la terreur dont le premier tome intitulé : De l’électricité dans l'air est publié dans la collection « Canailles » aux éditions Chours.
Ses livres sont traduits en anglais, espagnol, polonais, allemand et tchèque. Elle travaille également pour des divers magazines pour enfants.
Parallèlement à son métier d'illustratrice, elle organise et anime aussi des ateliers créatifs pour les enfants.

### Vie privée
Nancy Delvaux  vit et travaille à Awans. Elle est mariée à l'auteur Jean-Luc Delvaux, ils ont deux filles dont Léa, elle aussi scénariste de bande dessinée.

## Publications

### Illustrations
Liste sélective
- Martine Legrand (texte), Une fessée s'il vous plaît !, Chevron, Hemma, coll. « Coup De Cœur », 2000 (ISBN 9782800676548, présentation en ligne)
- Aline de Pétigny (texte), Camille cuisine, Chevron, Hemma, coll. « Camille » (no 38), 2014 (ISBN 9782508023798, présentation en ligne)
- Lapinou a mal partout, Sylvie Fouchet (texte), PEMF, 2017  (ISBN 9782845269996)

### Albums de bande dessinée

#### Comme dessinatrice

##### Jo et moi
- 1. Ça commence[11], Éditions Paquet, Conches, 25 août 2021
Scénario : Léa Delvaux - Dessin et couleurs : Nancy Delvaux -  (ISBN 978-2889322473),Sélection officielle du Festival d'Angoulême 2022 pour le prix des écoles - Ville d'Angoulême.
- 2. Ça continue[7], Éditions Paquet, Conches, 17 août 2022
Scénario : Léa Delvaux - Dessin et couleurs : Nancy Delvaux -  (ISBN 9782889322893)

##### Léo la terreur
- 1. De l’électricité dans l'air, Chours, coll. « Canailles », Conches, 13 septembre 2023
Scénario : Benou - Dessin et couleurs : Nancy Delvaux -  (ISBN 9782889324347)
- 2. Monstrueux, Paquet, coll. « Canailles », Conches, 29 janvier 2025
Scénario : Benou - Dessin : Nancy Delvaux - Couleurs : quadrichromie -  (ISBN 978-2-88932-612-9)

#### Comme coloriste

##### Le Marquis
- 2. DS Irae, Claude Lefrancq Éditeur, coll. « BDétectives », Bruxelles, 1996
Scénario : Michel Oleffe - Dessin : Jean-Luc Delvaux - Couleurs : Nancy Delvaux -  (ISBN 2-87153-383-0)

##### Saint Louis et la7eCroisade
- Saint Louis et la septième Croisade[12],[13], Plein Vent, 11 septembre 2024
Scénario et dessin : Robert Paquet - Couleurs : Cinna Tanja, Nancy Delvaux -  (ISBN 9782384880584)

##### Jacques Gipar (Une aventure de)
- 11. Le Grand Prix d'Angoulême, Paquet, coll. « Calandre », Veyrier, 3 mai 2023
Scénario : Thierry Dubois - Dessin : Jean-Luc Delvaux - Couleurs : Nancy Delvaux, Callixte -  (ISBN 978-2-88932-282-4)
- 12. L'Étoile filante[14], Paquet, coll. « Calandre », Veyrier, 2 avril 2025
Scénario : Thierry Dubois - Dessin : Jean-Luc Delvaux - Couleurs : Nancy Delvaux -  (ISBN 978-2-88932-408-8)

##### L'Extraordinaire Histoire de Saint-Avold
- L'Extraordinaire Histoire de Saint-Avold, Éditions du Signe, Mundolsheim, 2024
Scénario : Charly Damm - Dessin : Robert Paquet - Couleurs : Nancy Delvaux -  (ISBN 978-2-7468-4566-4)

#### Livres
: document utilisé comme source pour la rédaction de cet article.
- Pascale Eben et Karine Magis, Répertoire des auteurs et illustrateurs de livres pour l'enfance et la jeunesse en Wallonie et à Bruxelles, Bruxelles, Wallonie-Bruxelles International, 2014, 192 p., ill. ; 26 cm (ISBN 9782930758008 et 2930758007, OCLC 944278134, lire en ligne), p. 74. .